# Jurij Ritheu
Jurij Ritheu (ruski: Ю́рий Серге́евич Рытхэ́у) (Uelen, 8. ožujka 1930. – Sankt Peterburg, 14. svibnja 2008.), pisac čukčijske literature
Ritheu je pisao na maternjem čukča jeziku, kao i na ruskom. Smatra ga se ocem čukčijske literature.

## Izvod iz bibliografije
- Ajvangu: suvremeni roman iz života Čukča (Stvarnost, Zagreb, 1965.)